# Ontwikkelen (fotografie)
Ontwikkelen is het omzetten, van het latente beeld van een belichte fotografische plaat, film of vel fotopapier, in een zichtbare afbeelding of beeld. Dit proces kan worden onderverdeeld in een aantal stappen. Bij elk stap vindt een chemische reactie plaats door de plaat, film of vel papier onder te dompelen in een bad met chemische stoffen. Deze bewerking moet in het donker gebeuren (of bij gekleurd licht waarvoor de emulsie niet zo gevoelig is), anders wordt alle halogenide in zilver omgezet en ontstaat er een egaal zwart beeld.
Onderstaande procesbeschrijving geldt voor zwart-wit fotografie. Voor kleur is het anders.

## Ontwikkelen
Bij de belichting van de plaat, film of het vel papier is een klein gedeelte van de zilverhalogenide omgezet in zilver (Ag). In die korrels en de emulsie waar de belichting tot de vorming van een kleine hoeveelheid metallisch zilver heeft geleid wordt door een reducerende werking met bijvoorbeeld hydrochinon de hele korrel van zilverhalogenide (AgCl of AgBr) ook in zilver omgezet. Daarmee wordt het latente - uiterst zwakke - beeld vele malen versterkt.
Bijvoorbeeld:
{\displaystyle {\ce {2 AgBr + 2 KOH + C6H6O2 -> 2 Ag + C6H4O2 + 2 KBr + 2 H2O}}}

## Stoppen
De ontwikkelingsreactie wordt in de regel stopgezet in een stopbad dat meestal uit verdund zwak zuur bestaat. Hiervoor wordt bijvoorbeeld azijnzuur (2% - 3%) of citroenzuur gebruikt.

## Fixeren
Daarna moet het beeld nog gefixeerd worden. Anders verkleurt of verdwijnt het beeld na enige tijd door de reactie met licht. De niet-belichte korrels worden omgezet in een stof die in water oplost en daarmee uit de emulsie te wassen is. Veel gebruikte zouten voor fixeren zijn natriumthiosulfaat en ammoniumthiosulfaat.
Bijvoorbeeld:
{\displaystyle {\ce {AgBr + 2(NH4)2S2O3 -> (NH4)3[Ag(S2O3)2] + NH4Br}}}

## Spoelen en drogen
Alle resten van de gebruikte chemicaliën worden met water uitgespoeld zodat alleen het ontwikkelde zilverbeeld achterblijft. Om te voorkomen dat bij drogen vlekken van waterdruppels achterblijven kan aan de laatste spoeling een bevochtigingsmiddel toegevoegd worden.